# Ceratagallia cerea
Ceratagallia cerea är en insektsart som beskrevs av Hamilton 1998. Ceratagallia cerea ingår i släktet Ceratagallia och familjen dvärgstritar. Inga underarter finns listade i Catalogue of Life.